# Heinz Raack
Heinz Raack   (Berlín, 18 de maig de 1917 - Berlín, 26 de desembre de 2002), va ser un jugador d'hoquei sobre herba alemany que va competir durant la dècada de 1930.
El 1936 va prendre part en els Jocs Olímpics de Berlín, on va guanyar la medalla de plata com a membre de l'equip alemany en la competició d'hoquei sobre herba.
En el seu palmarès també destaca la lliga alemanya de 1937 i 1938. Fou 15 vegades internacional.